# Tamara Bach
Tamara Bach (* 18. Januar 1976 in Limburg a.d. Lahn) ist eine deutsche Schriftstellerin.

## Leben
Tamara Bach wurde 1976 in Limburg an der Lahn geboren und wuchs in Ludwigshöhe, Rheinland-Pfalz, auf. Kritisch gefördert wurde sie durch ihren damaligen Deutschlehrer Peter Grosz. 1993 und 1995 nahm sie am renommierten Treffen Junger Autoren teil, auf dem sie auch ausgezeichnet wurde. Nach dem Abitur 1995 folgte ein Au-pair-Aufenthalt in Londonderry, Nordirland. 1996 begann sie in Mainz zu studieren, nach drei Semestern wechselte sie 1997 nach Berlin, wo sie seitdem lebt. Sie studierte an der Freien Universität Deutsch und Englisch auf Lehramt und schloss das Studium Anfang 2006 ab. Neben ihrem Studium arbeitete sie für das Fernsehen und entwickelte Jugendtheaterstücke.
Marsmädchen ist ihr erstes Buch. Es wurde 2002 mit dem Oldenburger Kinder- und Jugendbuchpreis als bestes unveröffentlichtes Manuskript ausgezeichnet, 2004 zudem mit dem Deutschen Jugendliteraturpreis. Sie schrieb außerdem Busfahrt mit Kuhn, das auch für den Deutschen Jugendliteraturpreis nominiert wurde. 2007 erschien ihr Erstling als Hörbuchversion, eingelesen von Sandra Hüller.
Für Jetzt ist hier gewann sie zudem den LUCHS des Jahres 2007 (November). Ihr Buch was vom sommer übrig ist wurde Kröte des Monats im April 2012.
Mit ihrem Kinderdramaentwurf Das Huhn lügt war sie in der Endauswahl des Berliner Kindertheaterpreises 2019.

## Werke
- Marsmädchen. Oetinger, Hamburg 2003, ISBN 3-7891-3152-0.
- Busfahrt mit Kuhn. Oetinger, München 2004, ISBN 3-7891-3156-3.
- Jetzt ist hier. Oetinger, Hamburg 2007, ISBN 3-7891-3169-5.
- Was vom Sommer übrig ist. Carlsen Verlag, Hamburg 2012, ISBN 3-551-58242-4.
- Marienbilder. Carlsen Verlag, Hamburg 2014, ISBN 978-3-551-58299-7.
- Vierzehn. Carlsen Verlag, Hamburg 2016, ISBN 978-3-646-92897-6.
  - niederländ.: Veertien. Übersetzt von Esther Ottens. Amsterdam 2018
  - schwedisch: Fjorton. Übersetzt von Sofia Lindelöf. Stockholm 2018
- Mausmeer. Carlsen Verlag, Hamburg 2018, ISBN 978-3-551-58380-2.
- Wörter mit L. Carlsen Verlag, Hamburg 2019, ISBN 978-3-551-55386-7.
- Sankt Irgendwas. Carlsen Verlag, 2020, ISBN 978-3-551-58430-4
- Das Pferd ist ein Hund, mit Illustrationen von Ulrike Möltgen, Carlsen Verlag, Hamburg 2021, ISBN 978-3-551-55802-2.
- Honig mit Salz. Carlsen Verlag, Hamburg 2023, ISBN 978-3-551-58499-1

- Von da weg. Carlsen Verlag, Hamburg 2024, ISBN 978-3-551-58543-1

## Auszeichnungen
- 2002: Oldenburger Kinder- und Jugendbuchpreis für Marsmädchen
- 2003: Luchs des Monats September für Marsmädchen
- 2003: Eule des Monats September für Marsmädchen
- 2004: Deutscher Jugendliteraturpreis für Marsmädchen
- 2007: Feuergriffel: Stadtschreiberstipendium der Stadtbibliothek Mannheim für Kinder- und Jugendliteratur
- 2007: Stipendiatin des Stuttgarter Schriftstellerhauses
- 2007: Luchs des Monats November für Jetzt ist hier
- 2010: Literaturstipendium des Berliner Senats für Was vom Sommer übrig ist
- 2011: Martha-Saalfeld-Förderpreis für Marienbilder
- 2012: Kröte des Monats April für Was vom Sommer übrig ist
- 2013: Katholischer Kinder- und Jugendbuchpreis für Was vom Sommer übrig ist
- 2013: Deutsch-Französischer Jugendliteraturpreis (erstmals vergeben; parallel zu Marjolaine Jarry, für Pieds nus dans la nuit), im Rahmen der Europäischen Kinder- und Jugendbuchmesse in Saarbrücken
- 2016: Landeskind-Stipendium des Künstlerhauses Edenkoben
- 2019: Luchs des Monats April für Wörter mit L
- 2019: Großer Preis der Deutschen Akademie für Kinder- und Jugendliteratur e. V. Volkach
- 2021: James Krüss Preis für internationale Kinder- und Jugendliteratur
- 2024: White Ravens Empfehlungsliste 2024 der Internationalen Jugendbibliothek für Von da weg

## Belege
1. ↑  Die Nominierungen beim berliner kindertheaterpreis 2019, Grips-Theater, abgerufen am 10. Mai 2019.

| Personendaten    | Personendaten                    |
| ---------------- | -------------------------------- |
| NAME             | Bach, Tamara                     |
| KURZBESCHREIBUNG | deutsche Schriftstellerin        |
| GEBURTSDATUM     | 18. Januar 1976                  |
| GEBURTSORT       | Limburg an der Lahn, Deutschland |